# Дурутеа
Дурутеа (на шведски: Dorotea) е малък град в северната част на централна Швеция, лен Вестерботен. Главен административен център на едноименната община Дурутеа. Намира се на около 540 km на северозапад от централната част на столицата Стокхолм и на около 200 km на северозапад от главния град на лена Умео. Основан е през 1713 г. На 21 май 1799 г. полуава името Дурутеа на шведската кралица Фредрика Дурутеа Вилхелмина Баденска. Има жп гара. Населението на града е 1543 жители според данни от преброяването през 2010 г.